# 朱兆祥 (物理学家)
朱兆祥（1932年12月27日—），男，上海人，美国物理学家，北卡罗来纳州大学夏洛特分校（University of North Carolina at Charlotte）光电子和光通信研究中心教授。

## 生平
朱兆祥出生于中国上海的一个天主教家庭。在戴顿大学获得学士学位，并获得硕士和博士学位。1970年在美国IBM实验室和江崎玲于奈提出了超晶格的概念。

## 论文
以下两篇论文是由美国物理学会（AIP）出版的“应用物理快报”（APL）杂志出版的前50年中被引用次数最多的50篇文章之一 https://web.archive.org/web/20130918185120/http://apl.aip.org/apl_50th_anniversary .
- R. Tsu & L. Esaki. . Applied Physics Letters. 1973, 22 (11): 562. Bibcode:1973ApPhL..22..562T. doi:10.1063/1.1654509.
- L. L. Chang; L. Esaki & R. Tsu. . Applied Physics Letters. 1974, 24 (12): 593. Bibcode:1974ApPhL..24..593C. doi:10.1063/1.1655067.